# Diözese Innsbruck
Die Diözese Innsbruck (lateinisch Dioecesis Oenipontana) ist eine österreichische römisch-katholische Diözese der Kirchenprovinz Salzburg. Sie umfasst den westlichen und mittleren Teil Nordtirols sowie Osttirol. Die Grenze zur Erzdiözese Salzburg bildet aus historischen Gründen der Fluss Ziller im Zillertal.
Sie ist unterteilt in die 16 Dekanate Axams, Breitenwang, Hall, Imst, Innsbruck, Jenbach-Fügen, Lienz, Matrei am Brenner, Matrei in Osttirol, Prutz, Schwaz, Sillian, Silz, Telfs, Wilten-Land und Zams mit insgesamt 246 Pfarrgemeinden.
Schutzpatron der Diözese ist der von 1560 bis 1580 auch in Tirol wirkende Petrus Canisius.

## Geschichte
Das Gebiet der heutigen Diözese Innsbruck gehörte lange Zeit zur Diözese Brixen, einzelne Landesteile bis zum 19. Jahrhundert auch zum Bistum Chur und zum Bistum Augsburg. Mit der Abtrennung Südtirols nach dem Ersten Weltkrieg wurde für den österreichischen Teil der (ehemaligen) Diözese Brixen die Apostolische Administratur Innsbruck-Feldkirch errichtet, deren Apostolischer Administrator 1921 Weihbischof Sigismund Waitz wurde.
1938 wurde der spätere Diözesanbischof Paulus Rusch zum Apostolischen Administrator ernannt. Am 6. August 1964 wurde die Diözese Innsbruck-Feldkirch gegründet, der Paulus Rusch ab dem 26. September als erster Diözesanbischof vorstand. Ursprünglich umfasste die neu gegründete Diözese auch das Bundesland Vorarlberg, für das jedoch im Jahr 1968 die Diözese Feldkirch gegründet wurde.
Bischofssitz ist seit der Errichtung der Diözese im Jahre 1964 der Dom zu St. Jakob in Innsbruck.

## Organisation

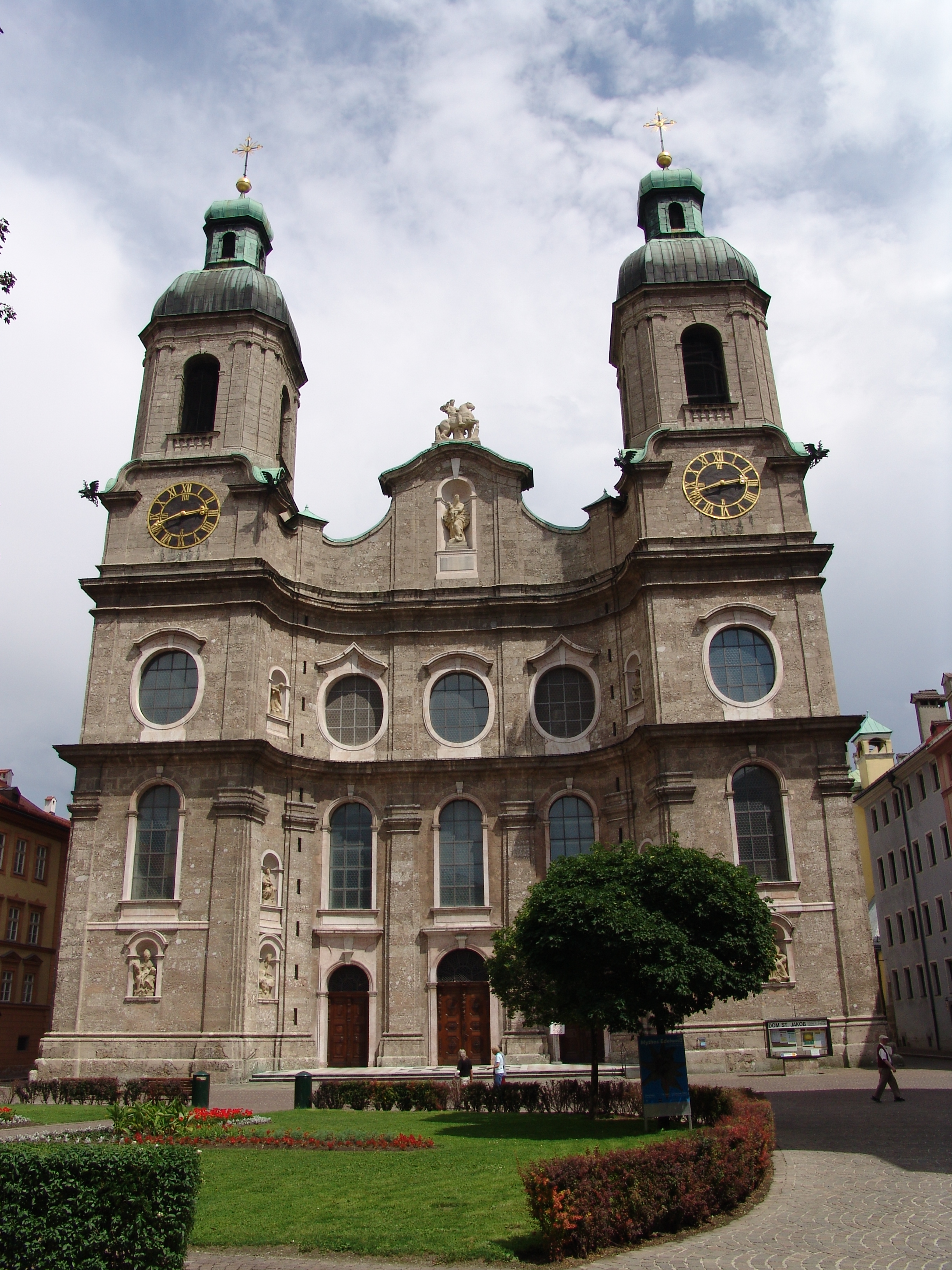
Dom St. Jakob in Innsbruck

### Dekanate
- Liste der Dekanate der Diözese Innsbruck

### Generalvikare
1. Michael Weiskopf
2. Josef Hammerl
3. Klaus Egger
4. Ernst Jäger
5. Jakob Bürgler
6. Roland Buemberger (interimistisch vom 2. Dezember 2017 bis 2. Februar 2018)
7. Florian Huber
8. Roland Buemberger

## Apostolische Administratoren
- Sigismund Waitz 1921–1938
- Paulus Rusch 1938–1964

## Bischöfe
- Paulus Rusch 1964–1980
- Reinhold Stecher 1981–1997
- Alois Kothgasser 1997–2002
- Manfred Scheuer 2003–2016
- Hermann Glettler seit 2017